# 事務官
事務官（じむかん）は、日本における官職の一種。一般に、日本の国家機関の事務を掌る官職に用いられる。

## 現行制度における事務官

### 概要
今日の国家公務員においては、国家公務員採用試験において行政、法律、経済、行政事務等の区分による試験に合格し、日本の行政機関に採用された者が事務官の官名を受けるほか、任期付職員のうち、係員相当から課長補佐相当の職務を与えられる者が任官する官職である（技官も参照）。
各省に置かれる事務官は、旧制度、現制度のいずれにおいても、所属する省の名前から「省」の字を除いたものを「事務官」の前に冠する。外務省職員の事務官は「外務事務官」を官名とする。所属する機関が院、府の場合は「会計検査院事務官」「内閣府事務官」のように、機関の正式名称をそのまま「事務官」の前に冠する。
内閣事務官（内閣官房）、内閣法制局事務官、警察庁事務官、検察事務官（検察庁）、小笠原総合事務所事務官については、それぞれの所属官庁の設置法等に基づき、所属する府省名と異なる名称が定められている。
行政機関以外の国の機関では、司法機関においては裁判所では裁判所事務官、検察審査会では検察審査会事務官と称する。立法機関である国会では事務を掌る職員を参事といい、衆議院参事、衆議院法制局参事、参議院参事、参議院法制局参事、裁判官弾劾裁判所参事、裁判官訴追委員会参事や国立国会図書館参事といった職名を用い、事務官の官名を用いない。

### 法的根拠
現制度の事務官は、個別法に根拠を有するものとないものがある。
個別法に根拠を有するものは、内閣法第23条第1項に根拠をもつ内閣事務官、内閣法制局設置法第5条第1項に根拠をもつ内閣法制局事務官、内閣府設置法第65条第1項に根拠をもつ内閣府事務官、警察法第34条第1項に根拠をもつ警察庁事務官、防衛省設置法第34条、第38条に根拠をもつ防衛事務官、復興庁設置法第19条第1項に根拠をもつ復興事務官、デジタル庁設置法第19条第1項に根拠をもつデジタル事務官、検察庁法第17条第1項に根拠をもつ検察事務官、会計検査院法第13条に根拠をもつ会計検査院事務官、裁判所法第58条第1項に根拠をもつ裁判所事務官、検察審査会法第20条第1項に根拠をもつ検察審査会事務官がある。これらのうち内閣事務官、内閣法制局事務官、検察事務官はそれぞれこの名称でおくとされており、他は事務官をおくと規定されている。
職務内容は、次のとおり規定されている。
事務を整理する-内閣事務官、内閣法制局事務官
事務をつかさどる-内閣府事務官、復興事務官、デジタル事務官
事務を掌る-裁判所事務官、検察審査会事務官
事務に従事する-防衛事務官
事務を掌り、又、検察官を補佐し、又はその指揮を受けて捜査を行う-検察事務官
上官の指揮を受け、庶務、検査又は審査の事務に従事する-会計検査院事務官
職務内容の規定がないもの-警察庁事務官
上記以外の各省事務官については、国家行政組織法の附則に基づいて、国家行政組織法の昭和25年改正法（国家行政組織法の一部を改正する法律（昭和25年5月4日法律第139号）附則第2項の「各行政機関の職員の官に関する従来の種類及び所掌事項については、なお、その例による。」の規定に基づき、適用されている。この従前の例は、各庁職員通則（昭和21年勅令第189号）によって官職名の整理統合がなされ、事務官は、事務を掌る官職として技官及び教官とともに各省庁に設置されるようになったものが、行政官庁法（昭和22年4月18日法律第69号）第８条により従来の職員に関する通則によるとされ、さらに国家行政組織法（昭和23年7月10日法律第120号）第25条により「行政機関に置かるべき職員の種類及び所掌事項は、法律又は政令に別段の規定があるものを除く外、従来の職員に関する通則によるもの」により適用されte
いたものである。
国家行政組織法の一部を改正する法律（昭和25年5月4日法律第139号）附則第2項の規定は、附則第3項の「前項の規定は、職階制の実施に伴い、人事院の定める日においてその効力を失う。」にあるように職階制の実施までのものとされており、職階制の実施後は、この改正法律で追加された国家行政組織法第25条の2「第二十二条の二　この法律の規定に基く職には、職階制による職級の名称の外、それぞれ当該組織上の名称を附するものとする。」が適用されることになっていた。
しかし職階制は、国家公務員の職階制に関する法律（昭和25年5月15日法律第180号）が制定し施行されたが、実際には導入されることなく、能力等級制の導入によって2009年4月1日に廃止されており、}、事務官の官職名は2001年の中央省庁再編後も新しい省の名前を冠して適用されている。
2001年12月に第1次小泉内閣が閣議決定した「公務員制度改革大綱」で「官の制度（事務官・技官等の別）は廃止する」と謳われた。人事院は2009年の「公務員人事管理に関する報告」で、事務官・技官の呼称は「戦前の身分的な官吏制度に由来する呼称」であり、「国家公務員制度の趣旨に本来なじまず、また、法律上の実質的意味も失っている」と廃止することが適当であるとした。地方公務員は国家公務員の事務官・技官の別に対応する事務吏員・技術吏員の別があったが、地方自治法で2007年4月に廃止された。
国家公務員の事務官・技官は「公務員制度改革大綱」の閣議決定以来廃止されていない。2021年9月にデジタル庁設置法の規定に基づき、デジタル庁にデジタル事務官とデジタル技官が置かれた。

## 旧制度における事務官
国家行政組織法以前の官吏制度においては、高等官の一種であり、各政府機関の官制に基づいて置かれ、所掌事務は上官の命を受け事務を掌るものとされた。
通例、奏任官の中でも低い級にあるものであるが、高等文官試験に合格して官吏に任官したものだけに与えられる官名であった。高等文官試験の卒業者の中でも、年次があがり、課長などの役職に就く者は、同じ奏任官であっても事務官よりも上位にあると通念されていた書記官を官名として与えられ、事務官の官名を離れた。書記官である課長は昇進すると高等官の中でも奏任官よりも級の高い勅任官に達し、書記官の官名を離れる。このとき、勅任官のうちでも上位にある各局の長は局長を官名としたが、昇級した直後には大臣官房等の重要な課の課長にあてられることもあった。こうした勅任官で課長の役職にあるものも、事務官を官名としたので、これを奏任官である事務官と区別して勅任事務官と呼んでいた。
1946年、行政組織法制の過渡期において、局長、書記官、事務官などの官名の別が廃され、事務官に統合された。この後しばらくの間、旧来の勅任官に相当する官吏を一級官吏、奏任官相当を二級官吏、判任官相当を三級官吏と呼ぶ官吏制度の過渡期があり、検察庁法にある「検察事務官は、二級又は三級とする」とする規定のもとになっている。